# Liste der Wahlen in Gambia
Dies ist eine Liste der Wahlen in Gambia.
Bevor der westafrikanische Staat Gambia in die Unabhängigkeit vom Vereinigten Königreich entlassen wurde, gab es schon in der Kolonie Wahlen zum House of Representatives. Dabei wurde schon 1888 von der Kolonialmacht erlaubt, dass Afrikaner Vertreter ins Parlament wählen dürfen. Ab 1951 durften dann auch Vertreter aus dem Protektorat gewählt werden. 1960 wurden das Protektorat und die Kolonie zusammengeschlossen und allgemeine Wahlen wurden abgehalten, nachdem zuvor eine neue Verfassung in Kraft getreten war.
Die Anzahl der Mitglieder dieses Parlaments erhöhte sich im Laufe der Zeit. Neben den frei gewählten Kandidaten werden weitere Personen vom Präsidenten ausgesucht. Ab den Parlamentswahlen 2017 sind in der National Assembly 53 Mitglieder gewählt und fünf weitere vom Präsidenten ausgewählt worden, so dass die National Assembly nun 58 Mitglieder hat.

## Liste

### Volksentscheide
| 18. Feb. 1965 | Unabhängigkeit vom Vereinigten Königreich                 | Unabhängigkeit vom Vereinigten Königreich                                                                | Unabhängigkeit vom Vereinigten Königreich                 | Unabhängigkeit vom Vereinigten Königreich                 | Unabhängigkeit vom Vereinigten Königreich                 |
| 24. Nov. 1965 | Volksentscheid 1965                                       | Es wurde über eine neue Verfassung abgestimmt. Mit 65,9 % scheiterte die Abstimmung knapp.               |                                                           |                                                           |                                                           |
| 24. Apr. 1970 | Volksentscheid 1970                                       | Es wurde ein weiteres Mal über eine neue Verfassung abgestimmt. Mit 70,5 % wurde sie diesmal angenommen. |                                                           |                                                           |                                                           |
| 24. Apr. 1970 | Umwandlung in eine Präsidialrepublik                      | Umwandlung in eine Präsidialrepublik                                                                     | Umwandlung in eine Präsidialrepublik                      | Umwandlung in eine Präsidialrepublik                      | Umwandlung in eine Präsidialrepublik                      |
| 22. Juli 1994 | Militärputsch der Armed Forces Provisional Ruling Council | Militärputsch der Armed Forces Provisional Ruling Council                                                | Militärputsch der Armed Forces Provisional Ruling Council | Militärputsch der Armed Forces Provisional Ruling Council | Militärputsch der Armed Forces Provisional Ruling Council |
| 8. Aug. 1996  | Verfassungsreferendum 1996                                | Es wurde über eine neue Verfassung abgestimmt. Mit 70,4 % wurde sie angenommen.                          |                                                           |                                                           |                                                           |

### Präsidentschaftswahlen
| Datum           | Wahl                                                      | Wahlsieger                                                | Bemerkung | Quelle                                                    |                                                           |
| --------------- | --------------------------------------------------------- | --------------------------------------------------------- | --- | --------------------------------------------------------- | --------------------------------------------------------- |
| 18. Feb. 1965   | Unabhängigkeit vom Vereinigten Königreich                 | Unabhängigkeit vom Vereinigten Königreich                 | Unabhängigkeit vom Vereinigten Königreich | Unabhängigkeit vom Vereinigten Königreich                 | Unabhängigkeit vom Vereinigten Königreich                 |
| 24. Apr. 1970   | Umwandlung in eine Präsidialrepublik                      | Umwandlung in eine Präsidialrepublik                      | Umwandlung in eine Präsidialrepublik | Umwandlung in eine Präsidialrepublik                      | Umwandlung in eine Präsidialrepublik                      |
| 29. März 1972   | Präsidentschaftswahl 1972                                 | Dawda Jawara                                              | Jawara wurde von den Mitgliedern des Repräsentantenhauses nach den Parlamentswahlen 1972 zum Präsidenten gewählt.                                                            |                                                           |                                                           |
| 5. Apr. 1977    | Präsidentschaftswahl 1977                                 | Dawda Jawara                                              | Jawara wurde von den Mitgliedern des Repräsentantenhauses nach den Parlamentswahlen 1977 zum Präsidenten wiedergewählt.                                                      |                                                           |                                                           |
| 4. Mai 1982     | Präsidentschaftswahl 1982                                 | Dawda Jawara                                              | Jawara wurde mit 72,4 % wiedergewählt. |                                                           |                                                           |
| 11. März 1987   | Präsidentschaftswahl 1987                                 | Dawda Jawara                                              | Jawara wurde mit 59,7 % wiedergewählt. |                                                           |                                                           |
| 29. Apr. 1992   | Präsidentschaftswahl 1992                                 | Dawda Jawara                                              | Jawara wurde mit 58,4 % wiedergewählt. |                                                           |                                                           |
| 22. Juli 1994   | Militärputsch der Armed Forces Provisional Ruling Council | Militärputsch der Armed Forces Provisional Ruling Council | Militärputsch der Armed Forces Provisional Ruling Council | Militärputsch der Armed Forces Provisional Ruling Council | Militärputsch der Armed Forces Provisional Ruling Council |
| 26. Sep. 1996   | Präsidentschaftswahl 1996                                 | Yahya Jammeh                                              | Jammeh wurde mit 56,0 % zum Präsidenten gewählt. | [ 1 ]                                                     |                                                           |
| 18. Okt. 2001   | Präsidentschaftswahl 2001                                 | Yahya Jammeh                                              | Jammeh wurde mit 52,8 % zum Präsidenten wiedergewählt. | [ 2 ]                                                     |                                                           |
| 22. Sep. 2006   | Präsidentschaftswahl 2006                                 | Yahya Jammeh                                              | Jammeh wurde mit 67,3 % zum Präsidenten wiedergewählt. | [ 3 ]                                                     |                                                           |
| 24. Nov. 2011   | Präsidentschaftswahl 2011                                 | Yahya Jammeh                                              | Jammeh wurde mit 71,5 % zum Präsidenten wiedergewählt. | [ 4 ]                                                     |                                                           |
| 1. Dez. 2016    | Präsidentschaftswahl 2016                                 | Adama Barrow                                              | Barrow erhielt 227.708 Stimmen (43 %), Yahya Jammeh 208.487 Stimmen (40 %) und Mamma Kandeh 89.768 Stimmen (17 %).                                                           | [ 5 ]                                                     |                                                           |
| 4. Dez. 2021    | Präsidentschaftswahl 2021                                 | Adama Barrow                                              | Barrow erhielt 457.519 Stimmen (53 %), Ousainou Darboe 238.253 Stimmen (28 %) und Mamma Kandeh 105.902 Stimmen (12 %). Drei weitere Kandidaten erhielten zwischen 1 und 4 %. |                                                           |                                                           |
| Nächste Wahlen: |                                                           |                                                           | |                                                           |                                                           |
| 2026            | Präsidentschaftswahl 2026                                 |                                                           | |                                                           |                                                           |

### Parlamentswahlen
| Datum                    | Wahl                                                      | Was wurde gewählt                                         | Mandate                                                   | Mandate                                                   | Mandate                                                   | Mandate                                                   | Mandate                                                   | Mandate                                                   |
| ------------------------ | --------------------------------------------------------- | --------------------------------------------------------- | --------------------------------------------------------- | --------------------------------------------------------- | --------------------------------------------------------- | --------------------------------------------------------- | --------------------------------------------------------- | --------------------------------------------------------- |
|                          |                                                           |                                                           | Direkt gewählt                                            | Chiefs 1                                                  | Chiefs 2                                                  | Ernannt 3                                                 | Ernannt 4                                                 | total                                                     |
| mit Stimmrecht           | mit Stimmrecht                                            | mit Stimmrecht                                            | ohne Stimmrecht                                           | ohne Stimmrecht                                           |                                                           |                                                           |                                                           | total                                                     |
| Britische Kolonie Gambia |                                                           |                                                           |                                                           |                                                           |                                                           |                                                           |                                                           |                                                           |
| 1. Nov. 1947             | Parlamentswahlen 1947                                     | Legislativrat                                             | 1                                                         |                                                           |                                                           |                                                           |                                                           |                                                           |
| 25. Okt. 1951            | Parlamentswahlen 1951                                     | Legislativrat                                             | 3                                                         |                                                           |                                                           |                                                           |                                                           |                                                           |
| 10. Okt. 1954            | Parlamentswahlen 1954                                     | Legislativrat                                             | 4                                                         |                                                           |                                                           |                                                           |                                                           |                                                           |
| 30. Mai 1960             | Parlamentswahlen 1960                                     | House of Representatives                                  | 19                                                        | 8                                                         |                                                           |                                                           |                                                           | 27                                                        |
| 31. Mai 1962             | Parlamentswahlen 1962                                     | House of Representatives                                  | 32                                                        | 8                                                         |                                                           |                                                           |                                                           | 40                                                        |
| 18. Feb. 1965            | Unabhängigkeit vom Vereinigten Königreich                 | Unabhängigkeit vom Vereinigten Königreich                 | Unabhängigkeit vom Vereinigten Königreich                 | Unabhängigkeit vom Vereinigten Königreich                 | Unabhängigkeit vom Vereinigten Königreich                 | Unabhängigkeit vom Vereinigten Königreich                 | Unabhängigkeit vom Vereinigten Königreich                 | Unabhängigkeit vom Vereinigten Königreich                 |
| 26. Mai 1966             | Parlamentswahlen 1966                                     | House of Representatives                                  | 32                                                        |                                                           | 4                                                         | 2                                                         |                                                           | 38                                                        |
| 24. Apr. 1970            | Umwandlung in eine Präsidialrepublik                      | Umwandlung in eine Präsidialrepublik                      | Umwandlung in eine Präsidialrepublik                      | Umwandlung in eine Präsidialrepublik                      | Umwandlung in eine Präsidialrepublik                      | Umwandlung in eine Präsidialrepublik                      | Umwandlung in eine Präsidialrepublik                      | Umwandlung in eine Präsidialrepublik                      |
| 29. März 1972            | Parlamentswahlen 1972                                     | House of Representatives                                  | 32                                                        |                                                           | 4                                                         |                                                           | 3                                                         | 39                                                        |
| 5. Apr. 1977             | Parlamentswahlen 1977                                     | House of Representatives                                  | 35                                                        |                                                           | 4                                                         |                                                           | 4                                                         | 43                                                        |
| 4. Mai 1982              | Parlamentswahlen 1982                                     | House of Representatives                                  | 35                                                        |                                                           | 5                                                         |                                                           | 8                                                         | 48                                                        |
| 11. März 1987            | Parlamentswahlen 1987                                     | House of Representatives                                  | 36                                                        |                                                           | 5                                                         |                                                           | 8                                                         | 49                                                        |
| 29. Apr. 1992            | Parlamentswahlen 1992                                     | House of Representatives                                  | 36                                                        |                                                           | 5                                                         |                                                           | 8                                                         | 49                                                        |
| 22. Juli 1994            | Militärputsch der Armed Forces Provisional Ruling Council | Militärputsch der Armed Forces Provisional Ruling Council | Militärputsch der Armed Forces Provisional Ruling Council | Militärputsch der Armed Forces Provisional Ruling Council | Militärputsch der Armed Forces Provisional Ruling Council | Militärputsch der Armed Forces Provisional Ruling Council | Militärputsch der Armed Forces Provisional Ruling Council | Militärputsch der Armed Forces Provisional Ruling Council |
| 2. Jan. 1997             | Parlamentswahlen 1997                                     | National Assembly                                         | 45                                                        |                                                           |                                                           |                                                           | 4                                                         | 49                                                        |
| 17. Jan. 2002            | Parlamentswahlen 2002                                     | National Assembly                                         | 48                                                        |                                                           |                                                           |                                                           | 5                                                         | 53                                                        |
| 25. Jan. 2007            | Parlamentswahlen 2007                                     | National Assembly                                         | 48                                                        |                                                           |                                                           |                                                           | 5                                                         | 53                                                        |
| 29. März 2012            | Parlamentswahlen 2012                                     | National Assembly                                         | 48                                                        |                                                           |                                                           |                                                           | 5                                                         | 53                                                        |
| 6. Apr. 2017             | Parlamentswahlen 2017                                     | National Assembly                                         | 53                                                        |                                                           |                                                           |                                                           | 5                                                         | 58                                                        |
| 2022                     | Parlamentswahlen 2022                                     | National Assembly                                         |                                                           |                                                           |                                                           |                                                           |                                                           |                                                           |
| Nächste Wahlen:          |                                                           |                                                           |                                                           |                                                           |                                                           |                                                           |                                                           |                                                           |
| 2027                     | Parlamentswahlen 2027                                     | National Assembly                                         |                                                           |                                                           |                                                           |                                                           |                                                           |                                                           |

1 Mitglieder des Parlamentes, die aus den Reihen der „Protectorate Chiefs“ (auch Seyfolu). Diese wurden vom Governor ernannt.

2 Mitglieder des Parlamentes, die aus den Reihen der „Protectorate Chiefs“ (auch Seyfolu). Diese wurden aus ihren eigenen Reihen indirekt ins Parlament gewählt.

3 Mitglieder des Parlamentes, die vom Governor oder auf Empfehlung des Primerminister ernannt worden sind.

4 Mitglieder des Parlamentes, die vom Präsidenten ernannt worden sind.
| Britische Kolonie Gambia |                                                           | |                                                           |                                                           |                                                           |
| 1. Nov. 1947             | Parlamentswahlen 1947                                     | Der Sitz im Legislativrat wurde von Edward Francis Small gewonnen.                                                                                                 |                                                           |                                                           |                                                           |
| 25. Okt. 1951            | Parlamentswahlen 1951                                     | Die Sitze wurden von John Colley Faye, Ibrahima Momodou Garba-Jahumpa und Henry A. Madi gewonnen.                                                                  |                                                           |                                                           |                                                           |
| 10. Okt. 1954            | Parlamentswahlen 1954                                     | Die Sitze wurden von Pierre Sarr N’Jie, John Colley Faye, Ibrahima Momodou Garba-Jahumpa und Henry A. Madi gewonnen.                                               |                                                           |                                                           |                                                           |
| 30. Mai 1960             | Parlamentswahlen 1960                                     | Die PPP erreichte 9 Sitze, zweitstärkste Fraktion wurde mit 4 Sitzen die UP. Weiter: DCA 1; IND 5.                                                                 |                                                           |                                                           |                                                           |
| Jan. 1961                | Nachwahl                                                  | Die UP gewann den Wahlkreis Niani-Saloum. |                                                           |                                                           |                                                           |
| 31. Mai 1962             | Parlamentswahlen 1962                                     | Die PPP erlangte 18 Sitze, zweitstärkste Fraktion wurde mit 13 Sitzen die UP. Weiter: DCA 1; IND 0.                                                                |                                                           |                                                           |                                                           |
| Okt. 1962                | Nachwahl                                                  | Die PPP gewann den Wahlkreis Sabach Sanjal. |                                                           |                                                           |                                                           |
| 18. Feb. 1965            | Unabhängigkeit vom Vereinigten Königreich                 | Unabhängigkeit vom Vereinigten Königreich | Unabhängigkeit vom Vereinigten Königreich                 | Unabhängigkeit vom Vereinigten Königreich                 | Unabhängigkeit vom Vereinigten Königreich                 |
| Okt. 1965                | Nachwahl                                                  | Die PPP gewann den Wahlkreis Basse. |                                                           |                                                           |                                                           |
| 26. Mai 1966             | Parlamentswahlen 1966                                     | Die PPP erlangte 23 Sitze, zweitstärkste Fraktion wurde mit 4 Sitzen die UP. Weiter: UP/DCA 5; IND 0.                                                              |                                                           |                                                           |                                                           |
| Okt. 1968                | Nachwahl                                                  | Die PPP gewann den Wahlkreis Western Kiang. |                                                           |                                                           |                                                           |
| Feb. 1969                | Nachwahl                                                  | Die PPP gewann den Wahlkreis Lower Fulladu West. |                                                           |                                                           |                                                           |
| März 1969                | Nachwahl                                                  | Die PPP gewann den Wahlkreis Wuli. |                                                           |                                                           |                                                           |
| 24. Apr. 1970            | Umwandlung in eine Präsidialrepublik                      | Umwandlung in eine Präsidialrepublik | Umwandlung in eine Präsidialrepublik                      | Umwandlung in eine Präsidialrepublik                      | Umwandlung in eine Präsidialrepublik                      |
| Juli 1970                | Nachwahl                                                  | Die PPP gewann den Wahlkreis Eastern Kombo. |                                                           |                                                           |                                                           |
| Okt. 1970                | Nachwahl                                                  | Die PPP gewann den Wahlkreis Upper Fulladu West. |                                                           |                                                           |                                                           |
| Jan. 1971                | Nachwahl                                                  | Die PPP gewann den Wahlkreis Saloum. |                                                           |                                                           |                                                           |
| März 1971                | Nachwahl                                                  | Ein unabhängiger Kandidat gewann den Wahlkreis Jokadu. |                                                           |                                                           |                                                           |
| 29. März 1972            | Parlamentswahlen 1972                                     | Die PPP erlangte 8 Sitze, zweitstärkste Fraktion wurde mit 3 Sitzen die UP. Weiter: IND 1.                                                                         |                                                           |                                                           |                                                           |
| Dez. 1972                | Nachwahl                                                  | Die UP gewann den Wahlkreis Bathurst North. |                                                           |                                                           |                                                           |
| Nov. 1973                | Nachwahl                                                  | Die UP gewann den Wahlkreis Sandu. |                                                           |                                                           |                                                           |
| Nov. 1973                | Nachwahl                                                  | Die PPP gewann den Wahlkreis Eastern Foni. |                                                           |                                                           |                                                           |
| 5. Apr. 1977             | Parlamentswahlen 1977                                     | Die PPP erlangte 27 Sitze, zweitstärkste Fraktion wurde mit 5 Sitzen die NCP. Weiter: UP 2; NLP 0; IND 0.                                                          |                                                           |                                                           |                                                           |
| Mai 1977                 | Nachwahl                                                  | Die PPP gewann den Wahlkreis Jokadu. |                                                           |                                                           |                                                           |
| Mai 1977                 | Nachwahl                                                  | Die PPP gewann den Wahlkreis Banjul Central. |                                                           |                                                           |                                                           |
| Juni 1978                | Nachwahl                                                  | Die NCP gewann den Wahlkreis Bakau. |                                                           |                                                           |                                                           |
| 4. Mai 1982              | Parlamentswahlen 1982                                     | Die PPP erlangte 27 Sitze, zweitstärkste Fraktion wurde mit 3 Sitzen die NCP. Weiter: UP 0; IND 5; PDOIS 0.                                                        |                                                           |                                                           |                                                           |
| Juli 1983                | Nachwahl                                                  | Die PPP gewann den Wahlkreis Easten Kiang. |                                                           |                                                           |                                                           |
| Nov. 1984                | Nachwahl                                                  | Die PPP gewann den Wahlkreis Sami. |                                                           |                                                           |                                                           |
| Dez. 1985                | Nachwahl                                                  | Die PPP gewann den Wahlkreis Basse. |                                                           |                                                           |                                                           |
| 11. März 1987            | Parlamentswahlen 1987                                     | Die PPP erlangte 31 Sitze, zweitstärkste Fraktion wurde mit 5 Sitzen die NCP. Weiter: GPP 0; PDOIS 0.                                                              |                                                           |                                                           |                                                           |
| 29. Apr. 1992            | Parlamentswahlen 1992                                     | Die PPP erlangte 25 Sitze, zweitstärkste Fraktion wurde mit 6 Sitzen die NCP. Weiter: GPP 2; GDP 0.                                                                |                                                           |                                                           |                                                           |
| Juni 1993                | Nachwahl                                                  | Die GPP gewann den Wahlkreis Tumana. |                                                           |                                                           |                                                           |
| Juni 1993                | Nachwahl                                                  | Ein unabhängiger Kandidat gewann den Wahlkreis Jokadu. |                                                           |                                                           |                                                           |
| 22. Juli 1994            | Militärputsch der Armed Forces Provisional Ruling Council | Militärputsch der Armed Forces Provisional Ruling Council | Militärputsch der Armed Forces Provisional Ruling Council | Militärputsch der Armed Forces Provisional Ruling Council | Militärputsch der Armed Forces Provisional Ruling Council |
| 2. Jan. 1997             | Parlamentswahlen 1997                                     | Die APRC erlangte 33 Sitze, zweitstärkste Fraktion wurde mit 7 Sitzen die UDP. Weiter: NRP 2; PDOIS 1; IND 2.                                                      |                                                           |                                                           |                                                           |
| 17. Jan. 2002            | Parlamentswahlen 2002                                     | Die APRC erlangte 45 Sitze, zweitstärkste Fraktion wurde mit 2 Sitzen die PDOIS. Weiter: NRP 1. Die UDP boykottierte allerdings diese Wahl.                        |                                                           |                                                           |                                                           |
| März 2002                | Nachwahl                                                  | Die APRC gewann den Wahlkreis Kombo North. |                                                           |                                                           |                                                           |
| 13. Mai 2006             | Nachwahl                                                  | Die APRC gewann den Wahlkreis Kombo East. |                                                           |                                                           |                                                           |
| 25. Jan. 2007            | Parlamentswahlen 2007                                     | Die APRC erlangte 42 Sitze, zweitstärkste Fraktion wurde mit 4 Sitzen die UDP. Weiter: NADD 1; IND 1.                                                              |                                                           |                                                           |                                                           |
| 18. Dez. 2008            | Nachwahl                                                  | Die APRC gewann den Wahlkreis Nianija. |                                                           |                                                           |                                                           |
| 28. Apr. 2011            | Nachwahl                                                  | Die APRC gewann den Wahlkreis Wuli East. |                                                           |                                                           |                                                           |
| 29. März 2012            | Parlamentswahlen 2012                                     | Die APRC erlangte 43 Sitze, zweitstärkste Fraktion wurde mit 1 Sitzen die NRP. Weiter: IND 4. Die meisten Oppositionsparteien boykottierten allerdings diese Wahl. | [ 7 ] [ 8 ]                                               |                                                           |                                                           |
| 6. Sep. 2013             | Nachwahl                                                  | Wahlkreis Kiang West. |                                                           |                                                           |                                                           |
| 9. Jan. 2014             | Nachwahl                                                  | Wahlkreis Foni Jarrol. |                                                           |                                                           |                                                           |
| 12. März 2015            | Nachwahl                                                  | Wahlkreis Janjanbureh. |                                                           |                                                           |                                                           |
| 6. Aug. 2015             | Nachwahl                                                  | Wahlkreis Lower Saloum. | [ 9 ]                                                     |                                                           |                                                           |
| 6. Apr. 2017             | Parlamentswahlen 2017                                     | Die UDP erlangte 31 Sitze. Weiter: GDC: 5, APRC: 5, PDOIS: 4, NRP: 5, PPP: 2, Unabh.: 1.                                                                           | [ 10 ]                                                    |                                                           |                                                           |
| 7. Nov. 2020             | Nachwahl                                                  | Die NPP gewann den Wahlkreis Niamina West. | [ 11 ]                                                    |                                                           |                                                           |
| 9. Apr. 2022             | Parlamentswahlen 2022                                     | |                                                           |                                                           |                                                           |
| Nächste Wahlen:          |                                                           | |                                                           |                                                           |                                                           |
| 2027                     | Parlamentswahlen 2027                                     | |                                                           |                                                           |                                                           |

### Stadt-, Gemeinde- und Regionalräte
Regionalwahlen für Banjul City Council, Basse Area Council, Brikama Area Council, Janjanbureh Area Council, Kanifing Municipal Council, Kerewan Area Council, Kuntaur Area Council und Mansakonko Area Council.
| 25. Apr. 2002   | Regionalwahlen 2002 | | [ 12 ]        |  |
| 24. Jan. 2008   | Regionalwahlen 2008 | | [ 13 ] [ 14 ] |  |
| 14. Mai 2009    | Nachwahl            | Nachwahl für einen frei gewordenen Sitz im Janjanbureh Area Council. | [ 15 ]        |  |
| 28. Okt. 2010   | Nachwahl            | Nachwahl für einen frei gewordenen Sitz im Basse Area Council. | [ 16 ]        |  |
| 4. Apr. 2013    | Regionalwahlen 2013 | | [ 17 ]        |  |
| 22. Jan. 2015   | Nachwahl            | Nachwahl für einen frei gewordenen Sitz im Kerewan Area Council. | [ 18 ]        |  |
| 23. Apr. 2015   | Nachwahl            | Nachwahl für einen frei gewordenen Sitz im Basse Area Council. | [ 19 ]        |  |
| 28. Apr. 2016   | Nachwahl            | Nachwahl für einen frei gewordenen Sitz im Basse Area Council. | [ 20 ]        |  |
| 24. Mai 2017    | Nachwahl            | Nachwahlen für zwei frei gewordene Sitze im Kanifing Municipal Council. | [ 21 ]        |  |
| 24. Mai 2017    | Nachwahl            | Nachwahlen für drei frei gewordene Sitze im Brikama Area Council. | [ 21 ]        |  |
| 24. Mai 2017    | Nachwahl            | Nachwahlen für zwei frei gewordene Sitze im Janjanbureh Area Council. | [ 21 ]        |  |
| 12. Apr. 2018   | Regionalwahlen 2018 | Wahlen für die Ratsmitglieder im Banjul City Council, Kanifing Municipal Council, Basse Area Council, Brikama Area Council, Janjanbureh Area Council, Kerewan Area Council, Kuntaur Area Council und Mansakonko Area Council     | [ 22 ]        |  |
| 12. Mai 2018    | Regionalwahlen 2018 | Wahlen für die Vorsteher des Banjul City Councils, Kanifing Municipal Councils, Basse Area Councils, Brikama Area Councils, Janjanbureh Area Councils, Kerewan Area Councils, Kuntaur Area Councils und Mansakonko Area Councils | [ 23 ]        |  |
| 14. Mai 2022    | Nachwahl            | Nachwahlen für zwei frei gewordene Sitze im Brikama Area Council. | [ 24 ]        |  |
| 14. Mai 2022    | Nachwahl            | Nachwahlen für zwei frei gewordene Sitze im Kanifing Municipal Council. | [ 25 ]        |  |
| 20. Mai 2023    | Regionalwahlen 2023 | Wahlen für die Vorsteher des Banjul City Councils, Kanifing Municipal Councils, Basse Area Councils, Brikama Area Councils, Janjanbureh Area Councils, Kerewan Area Councils, Kuntaur Area Councils und Mansakonko Area Councils |               |  |
| 22. Feb. 2025   | Nachwahl            | Nachwahlen für einen frei gewordenen Sitz im Mansakonko Area Council. | [ 26 ]        |  |
| Nächste Wahlen: |                     | |               |  |
| 2028            | Regionalwahlen 2028 | |               |  |

## Akronyme
| Akronym | Partei                                                          |
| ------- | --------------------------------------------------------------- |
| APRC    | Alliance for Patriotic Reorientation and Construction           |
| DCA     | Democratic Congress Alliance                                    |
| GPP     | Gambian People’s Party                                          |
| IND     | Independent, unabhängige Kandidaten                             |
| NCP     | National Convention Party                                       |
| NLP     | National Liberation Party                                       |
| NRP     | National Reconciliation Party                                   |
| PDOIS   | People’s Democratic Organisation for Independence and Socialism |
| PPP     | People’s Progressive Party                                      |
| UDP     | United Democratic Party                                         |
| UP      | United Party                                                    |